# Syntherata aliena
Syntherata aliena är en fjärilsart som beskrevs av Friedrich Wilhelm Niepelt 1934. Syntherata aliena ingår i släktet Syntherata och familjen påfågelsspinnare. Inga underarter finns listade i Catalogue of Life.

## Bildgalleri

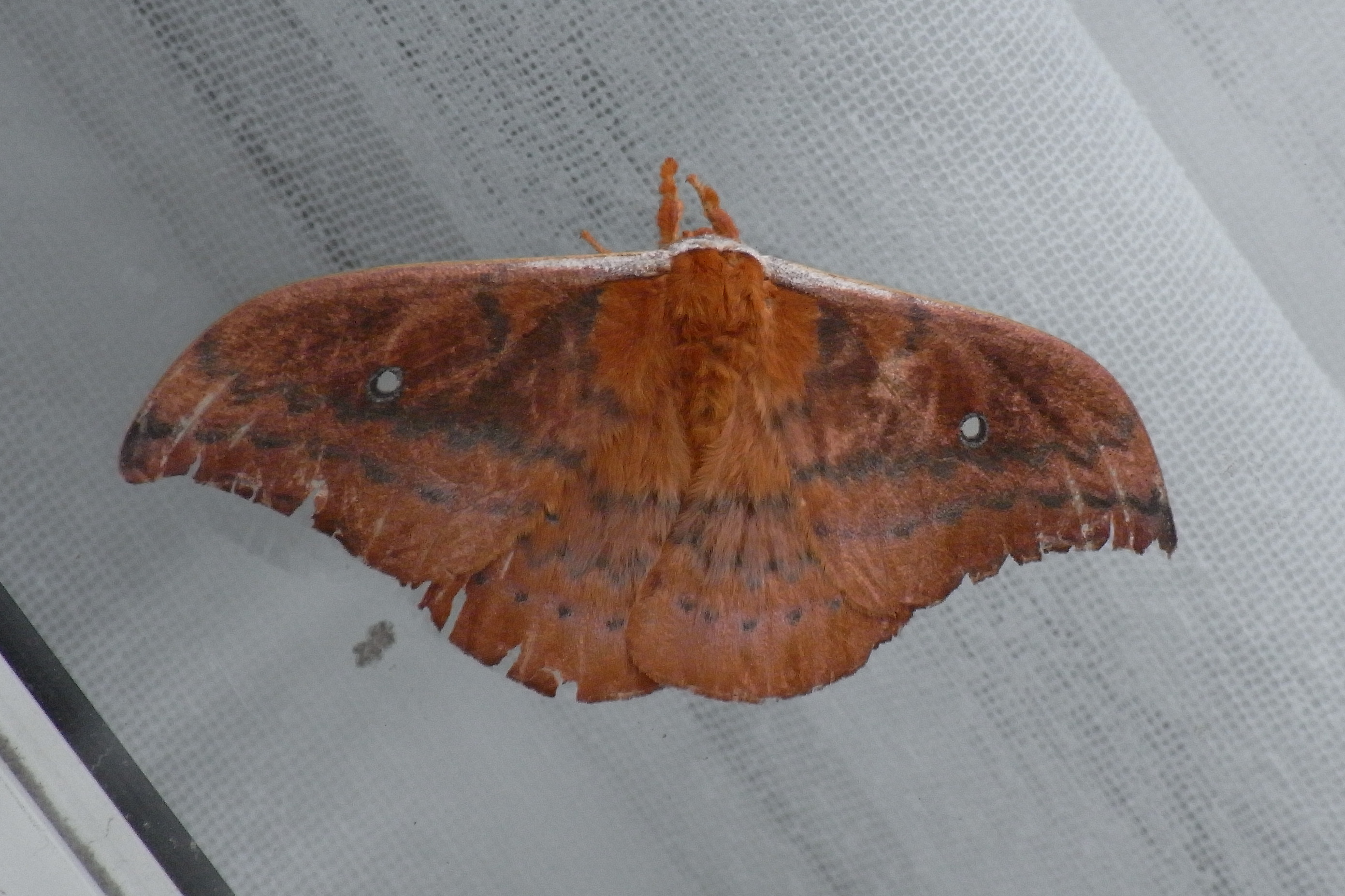